# FC Thy-Thisted Q
Maillots
Actualités
Le FC Thy-Thisted Q est un club danois de football féminin basé à Thisted. Il évolue actuellement en première division danoise. C'est la section féminine du Thisted FC.

## Histoire
Le club naît en 2017 d'un rapprochement entre le Thisted FC et d'autres clubs de la ville. Le club monte dès 2018 en Kvindeliga et remporte son premier match dans l'élite 3-2 contre OdenseQ. En 2020, l'équipe atteint pour la première fois la finale de coupe du Danemark, et perd 1-0 contre le FC Nordsjælland.

## Palmarès
- Coupe du Danemark : 
  - Vainqueur : 2021
  - Finaliste : 2020 et 2022